# Coyolxauhqui

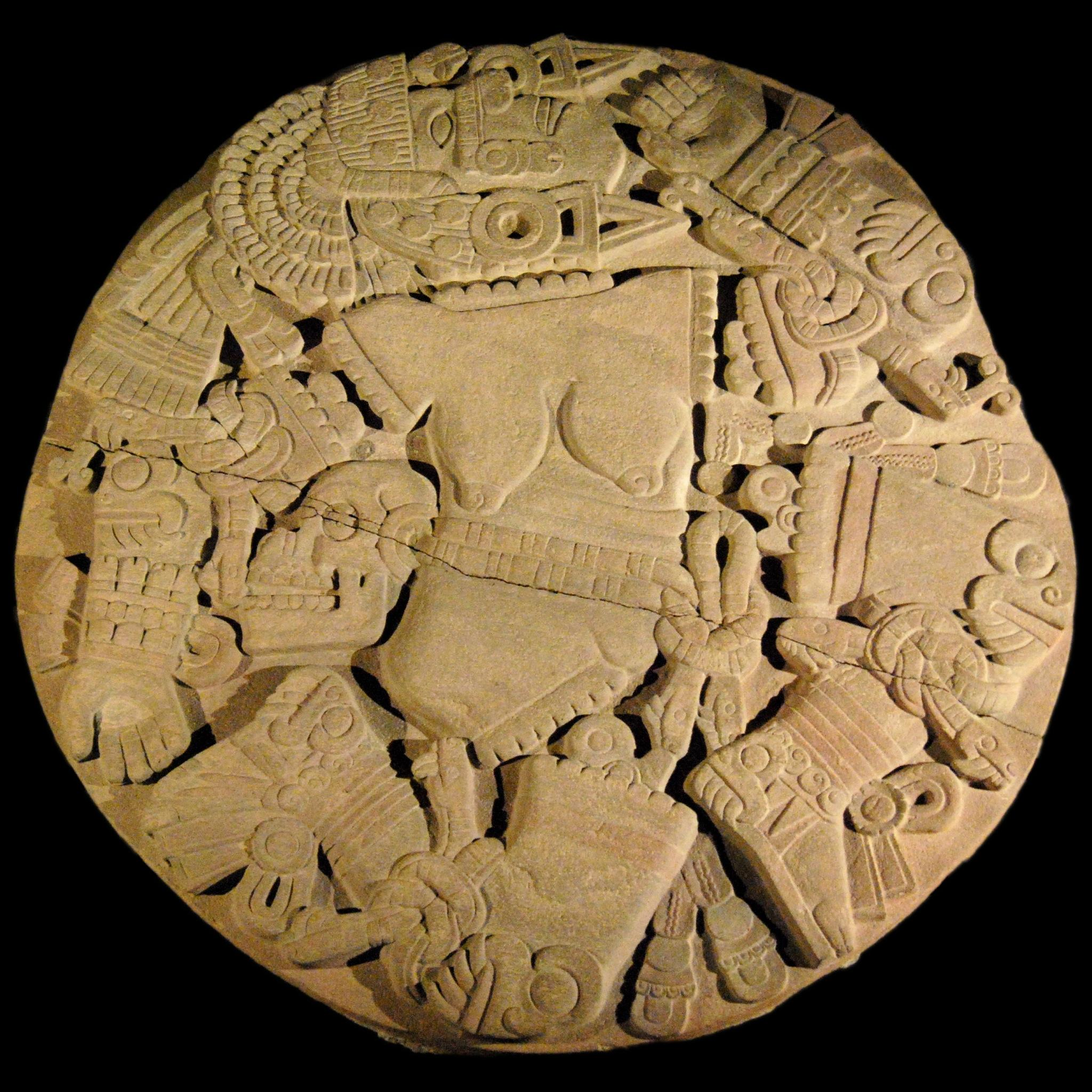
Discul lui Coyolxauhqui, descoperit la Templo Mayor

Coyolxauhqui este zeița aztecă a lunii (în traducere „cea pictată cu clopote”). Este asociată cu pământul și cu stelele, intrucât era socotită sora zeului Huitzilopochtli, a zeiței htonice Coatlicue și a zeiței patroane a stelelor sudului, Centzon Huitznaua.